# Stan Rowley
Stan Rowley, född 11 september 1876, död 1 april 1924, var en friidrottare från Australien. Han deltog vid olympiska sommarspelen 1900.